# Đám mây Oort
Đám mây Oort (/ɔːrt, ʊərt/), đôi khi được gọi là đám mây Öpik – Oort, là một đám mây giả thuyết chủ yếu bao gồm các vi thể hành tinh băng giá được cho là bao quanh Mặt Trời ở khoảng cách từ 2.000 đến 200.000 au (0,03 đến 3,2 năm ánh sáng) và được nhà thiên văn học người Hà Lan Jan Oort mô tả lần đầu tiên vào năm 1950. Nó được chia thành hai vùng: đám mây Oort bên trong có hình đĩa (hay đám mây Hills) và đám mây Oort bên ngoài hình cầu. Cả hai khu vực đều nằm ngoài nhật quyển và nằm trong không gian giữa các vì sao. Hai hồ chứa thiên thể bên ngoài Sao Hải Vương khác là Vành đai Kuiper và đĩa phân tán có khoảng cách so với Mặt Trời lớn chưa đầy một phần nghìn so với đám mây Oort.
Rìa bên ngoài của đám mây Oort xác định ranh giới vũ trụ của Hệ Mặt Trời và phạm vi của quyển Hill của Mặt Trời. Đám mây Oort bên ngoài chỉ liên kết lỏng lẻo với Hệ Mặt Trời, và do đó dễ dàng bị ảnh hưởng bởi lực hấp dẫn của cả những ngôi sao đi qua và của chính Dải Ngân Hà. Những lực này đôi khi đánh bật các sao chổi ra khỏi quỹ đạo của chúng trong đám mây và đưa chúng về phía bên trong Hệ Mặt Trời. Dựa trên quỹ đạo của chúng, hầu hết các sao chổi chu kỳ ngắn có thể đến từ đĩa phân tán, nhưng một số khác vẫn có thể có nguồn gốc từ đám mây Oort.
Các nhà thiên văn phỏng đoán rằng vật chất tạo nên đám mây Oort được hình thành gần Mặt Trời hơn và bị phân tán ra xa vào không gian do tác động hấp dẫn của các hành tinh khổng lồ trong quá trình tiến hóa của Hệ Mặt Trời. Mặc dù chưa thực hiện quan sát trực tiếp nào được xác nhận về đám mây Oort, nhưng nó có thể là nguồn gốc của tất cả các sao chổi thời kỳ dài và sao chổi loại Halley đi vào bên trong Hệ Mặt Trời, và cũng của nhiều sao chổi thuộc họ Sao Mộc và centaur.

## Giả thuyết
Có hai loại sao chổi chính: sao chổi chu kỳ ngắn (còn gọi là sao chổi hoàng đạo) và sao chổi chu kỳ dài (còn gọi là sao chổi gần đẳng hướng). Sao chổi hoàng đạo có quỹ đạo tương đối nhỏ, dưới 10 au, và đi theo mặt phẳng hoàng đạo, cùng một mặt phẳng mà các hành tinh nằm trên. Tất cả các sao chổi chu kỳ dài đều có quỹ đạo rất lớn, xấp xỉ hàng nghìn au, và xuất hiện từ mọi hướng trên bầu trời.
Vào năm 1907, AO Leuschner cho rằng nhiều sao chổi được cho là có quỹ đạo parabol và do đó chỉ ghé qua Hệ Mặt Trời một lần thì thực ra là có quỹ đạo hình elip và sẽ quay trở lại sau một thời gian rất dài. Vào năm 1932, nhà thiên văn học người Estonia Ernst Öpik đã công nhận rằng các sao chổi chu kỳ dài có nguồn gốc từ một đám mây quay quanh quỹ đạo ở rìa ngoài cùng của Hệ Mặt Trời. Nhà thiên văn học người Hà Lan Jan Oort đã hồi sinh lại ý tưởng này một cách độc lập vào năm 1950 và coi nó là một cách để giải quyết một nghịch lý:
- Trong quá trình tồn tại của Hệ Mặt Trời, quỹ đạo của các sao chổi không ổn định, và cuối cùng động lực học quyết định rằng một sao chổi phải va chạm với Mặt Trời hoặc một hành tinh hoặc bị đẩy ra khỏi Hệ Mặt Trời do nhiễu loạn hành tinh.
- Hơn nữa, do có thành phần dễ bay hơi nên mỗi khi chúng tiếp cận Mặt Trời thì bức xạ Mặt Trời dần dần sẽ làm sôi các chất bay hơi cho đến khi sao chổi bị tách ra hoặc phát triển một lớp vỏ cách nhiệt ngăn chặn quá trình bốc hơi ra ngoài.

Oort lý luận rằng, chính vì vậy mà một sao chổi không thể hình thành khi đang ở trong quỹ đạo hiện tại của nó mà phải được giữ trong một hồ chứa phía ngoài trong hầu hết toàn bộ thời gian tồn tại của nó. Ông lưu ý rằng sao chổi chu kỳ dài có viễn điểm quỹ đạo (khoảng cách xa nhất của chúng so với Mặt Trời) khoảng 20.000 au có số lượng lớn nhất trong số các sao chổi chu kỳ dài, điều này gợi ra rằng có tồn tại một hồ chứa ở khoảng cách đó với một sự phân bố hình cầu, đẳng hướng. Những sao chổi tương đối hiếm có quỹ đạo khoảng 10.000 au có lẽ đã đi qua một hoặc nhiều quỹ đạo qua Hệ Mặt Trời và quỹ đạo của chúng bị lực hấp dẫn của các hành tinh hút vào trong.

## Cấu trúc và thành phần

Khoảng cách giả định của đám mây Oort so với phần còn lại của Hệ Mặt Trời

Đám mây Oort được cho là chiếm một không gian rộng lớn từ khoảng 2.000 đến 5.000 au (0,03 đến 0,08 ly) cho tới xa nhất là 50.000 au (0,79 ly) tính từ Mặt Trời. Một số ước tính đặt ranh giới bên ngoài vào khoảng từ 100.000 và 200.000 au (1,58 và 3,16 ly). Nó có thể được chia thành đám mây Oort hình cầu bên ngoài rộng khoảng 20.000–50.000 au (0,32–0,79 ly), và đám mây Oort bên trong hình xuyến có kích thước 2.000–20.000 au (0,0–0,3 ly). Đám mây bên ngoài chỉ liên kết yếu với Mặt Trời và cung cấp các sao chổi chu kỳ dài (và có thể là loại Halley) vào bên trong quỹ đạo của Sao Hải Vương. Đám mây Oort bên trong còn được gọi là đám mây Hills, được đặt theo tên của Jack G. Hills, người đã đề xuất sự tồn tại của nó vào năm 1981. Các mô hình dự đoán rằng đám mây bên trong phải có nhiều hạt nhân sao chổi gấp hàng chục hoặc hàng trăm lần quầng bên ngoài; nó được coi là một nguồn khả thi các sao chổi mới nhằm tiếp tế cho đám mây bên ngoài mỏng manh khi số lượng của đám mây này đang dần cạn kiệt. Đám mây Hills giải thích sự tồn tại tiếp tục của đám mây Oort sau hàng tỷ năm.
Đám mây Oort bên ngoài có thể có hàng nghìn tỷ vật thể lớn hơn 1 km (0,62 mi), và hàng tỷ với cấp sao tuyệt đối sáng hơn 11 (tương ứng với đường kính khoảng 20 kilômét (12 mi)), với các vật thể lân cận cách nhau hàng chục triệu km. Không rõ tổng khối lượng của nó, nhưng giả sử rằng Sao chổi Halley là một nguyên mẫu thích hợp cho các sao chổi bên trong đám mây Oort bên ngoài thì khối lượng tổng hợp là 3×1025 kilôgam (6,6×1025 lb), nói cách khác là gấp năm lần Trái đất. Trước đây, nó được cho là có khối lượng lớn hơn (tới 380 lần khối lượng Trái đất) nhưng do kiến thức về sự phân bố kích thước của các sao chổi chu kỳ dài được cải thiện dẫn đến một con số ước tính thấp hơn. Chưa có bất kỳ công bố nào về ước tính khối lượng của đám mây Oort bên trong.
Nếu phân tích của sao chổi là đại diện cho toàn bộ thì phần lớn các vật thể trong đám mây Oort có thành phần là các chất dễ bay hơi chẳng hạn như nước, mêtan, etan, cacbon monoxit và axit xianhidric. Tuy nhiên, việc phát hiện ra vật thể 1996 PW - một vật thể có bề ngoài phù hợp với tiểu hành tinh loại D trên quỹ đạo điển hình của một sao chổi chu kỳ dài - đã thúc đẩy các nghiên cứu lý thuyết cho rằng quần thể đám mây Oort bao gồm khoảng một đến hai phần trăm tiểu hành tinh. Phân tích tỷ lệ đồng vị cacbon và nitơ trong cả sao chổi chu kỳ dài và sao chổi họ Sao Mộc cho thấy có ít sự khác biệt giữa hai loại, mặc dù vùng xuất xứ của chúng được cho là rất tách biệt. Điều này cho thấy rằng cả hai đều có nguồn gốc từ đám mây tiền cực ban đầu, và kết luận này cũng được hỗ trợ bởi các nghiên cứu về kích thước hạt trong sao chổi đám mây Oort và bởi nghiên cứu tác động gần đây của sao chổi Tempel 1 thuộc họ Sao Mộc.